# Lijst van objecten in het zonnestelsel
Dit is een lijst van objecten in het zonnestelsel. Het zonnestelsel bestaat uit de zon als centraal en grootste object, waarrond tal van hemellichamen draaien, in grootte variërend van minuscule stofjes tot enorme planeten, zoals Jupiter. Toch is het zonnestelsel voor het grootste deel leeg, en de afstand tussen hemellichamen is vaak vele malen groter dan de grootte van die hemellichamen. Wanneer we inzoomen op het zonnestelsel merken we uiteraard eerst de zon, al van lichtjaren ver, en dan de planeten en dwergplaneten, die een baan rond de zon beschrijven. Maar rond deze planeten zijn er ook meestal nog kleinere hemellichamen, manen en ringen. Deze manen kunnen zeer klein zijn en worden dan gezamenlijk ringen genoemd als zij met zovelen zijn, of planetoïden. Verder zijn er ook nog planetoïden, kometen etc. in een baan rond de zon. Dit zijn kleinere hemellichamen, die zelf ook nog manen kunnen hebben.

## Zon

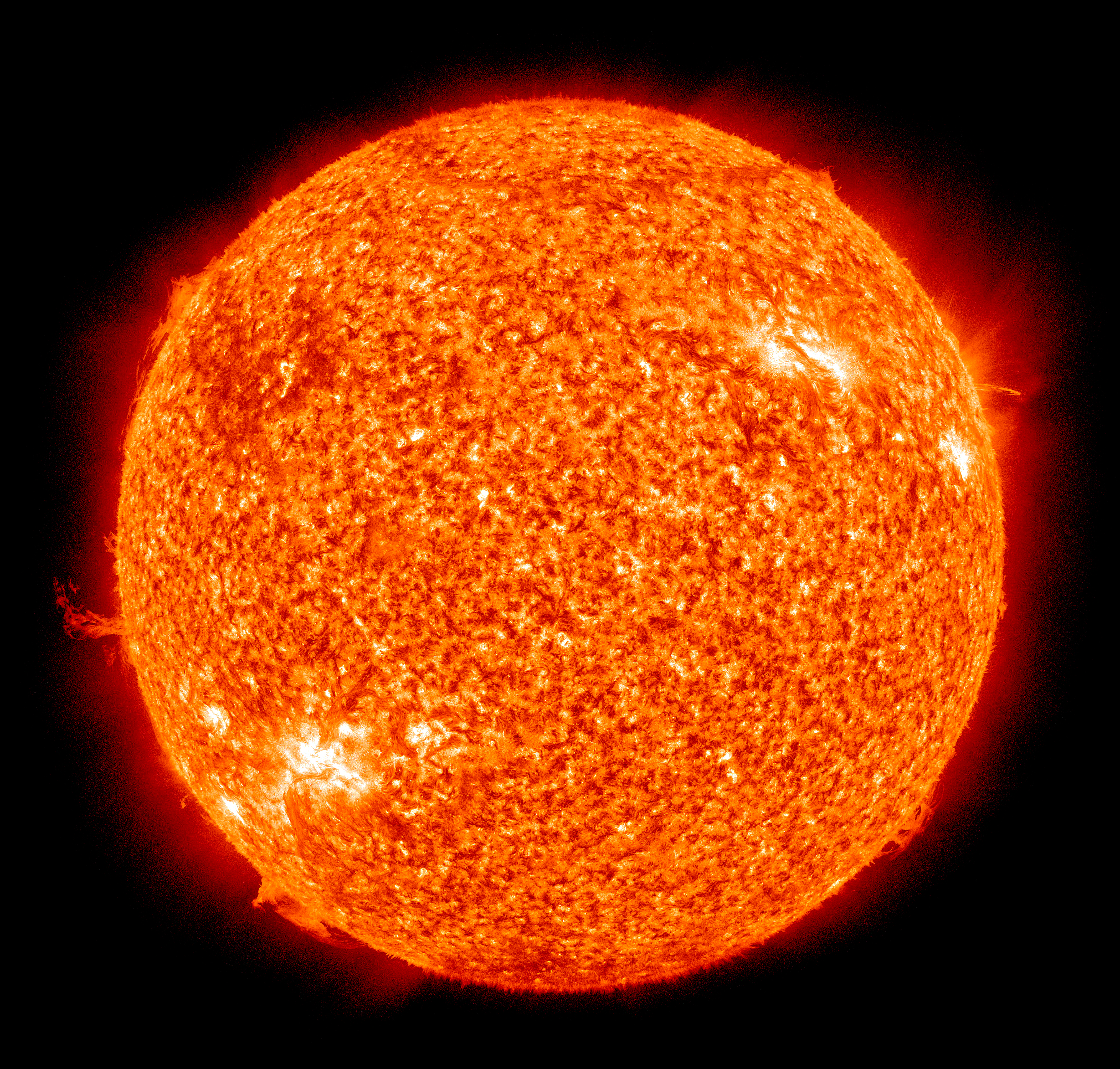
Zon

Hieronder staan de planeten en dwergplaneten van het zonnestelsel, met hun manen en overige voorkomende objecten, in de volgorde van de dichtste afstand tot de Zon.
Op de afbeeldingen bij dit artikel staan alle erkende planeten en dwergplaneten, evenals manen en overige objecten met een diameter groter dan die van de kleinste erkende dwergplaneet (sinds 2006 Ceres).

## Binnenplaneten

### Mercurius(0,3–0,5AE)

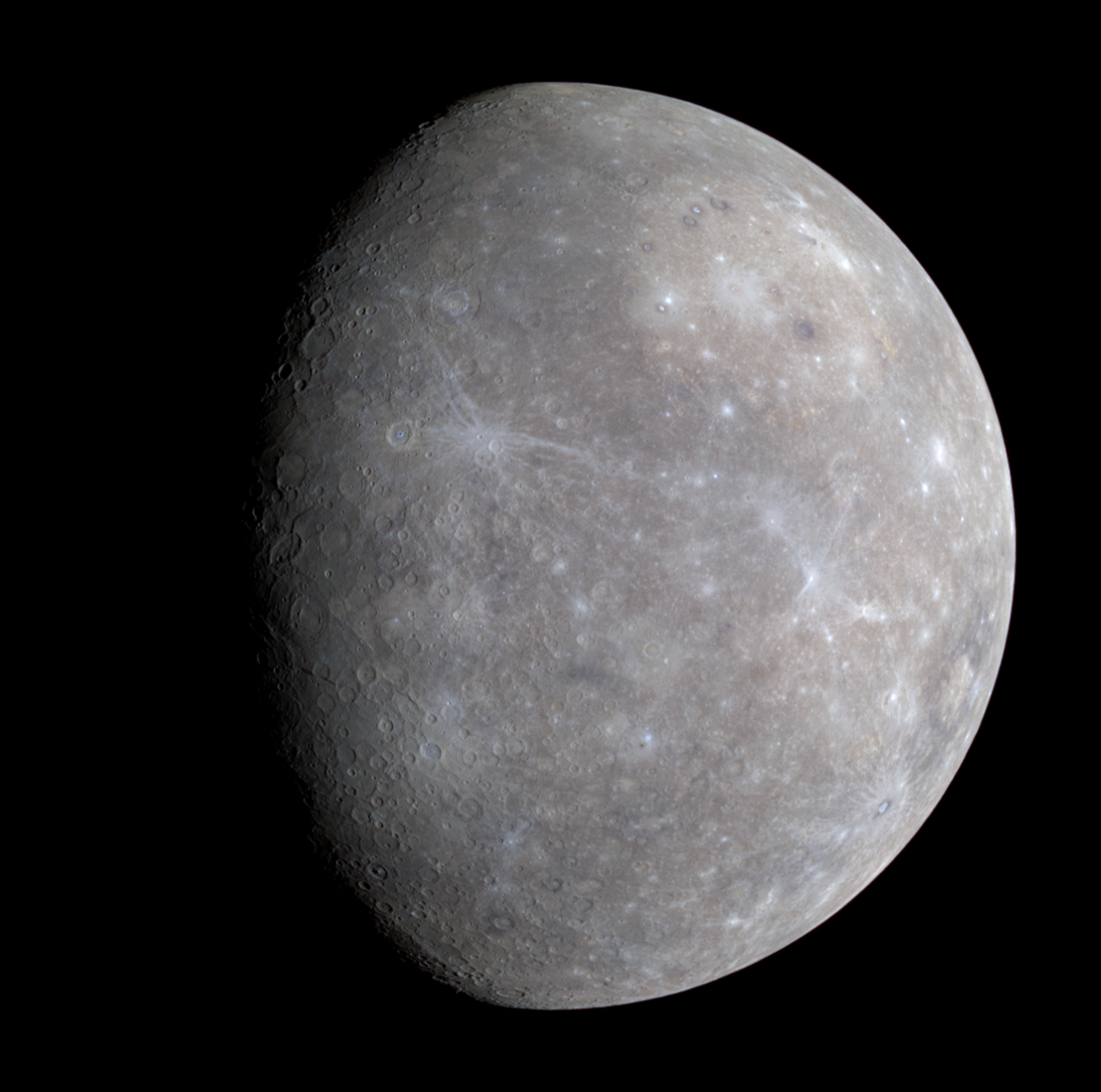
Mercurius

- Planetoïden in de baan van Mercurius

### Venus(0,7AE)

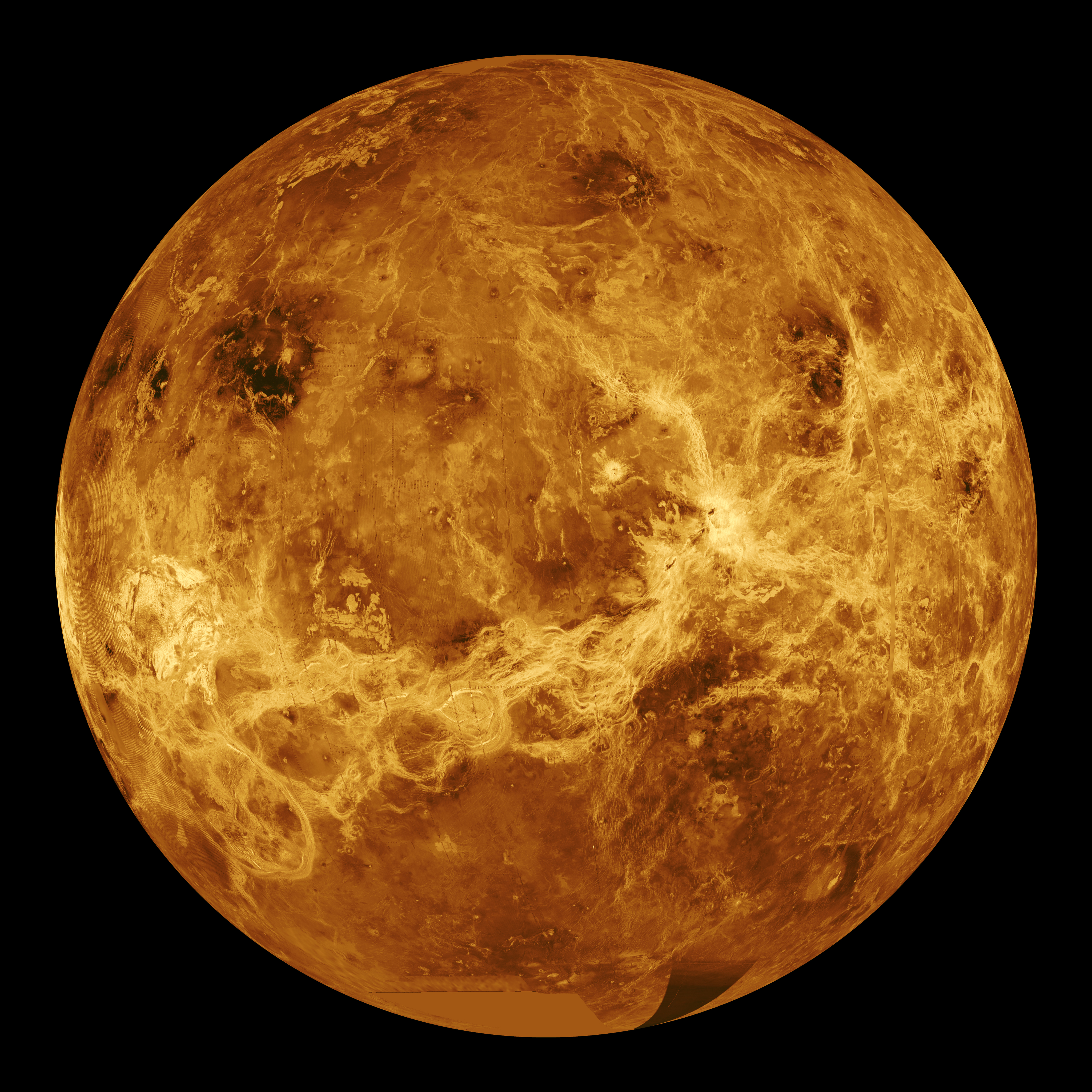
Venus

- Planetoïden in de baan van Venus

### Aarde(1,0AE)
- Maan

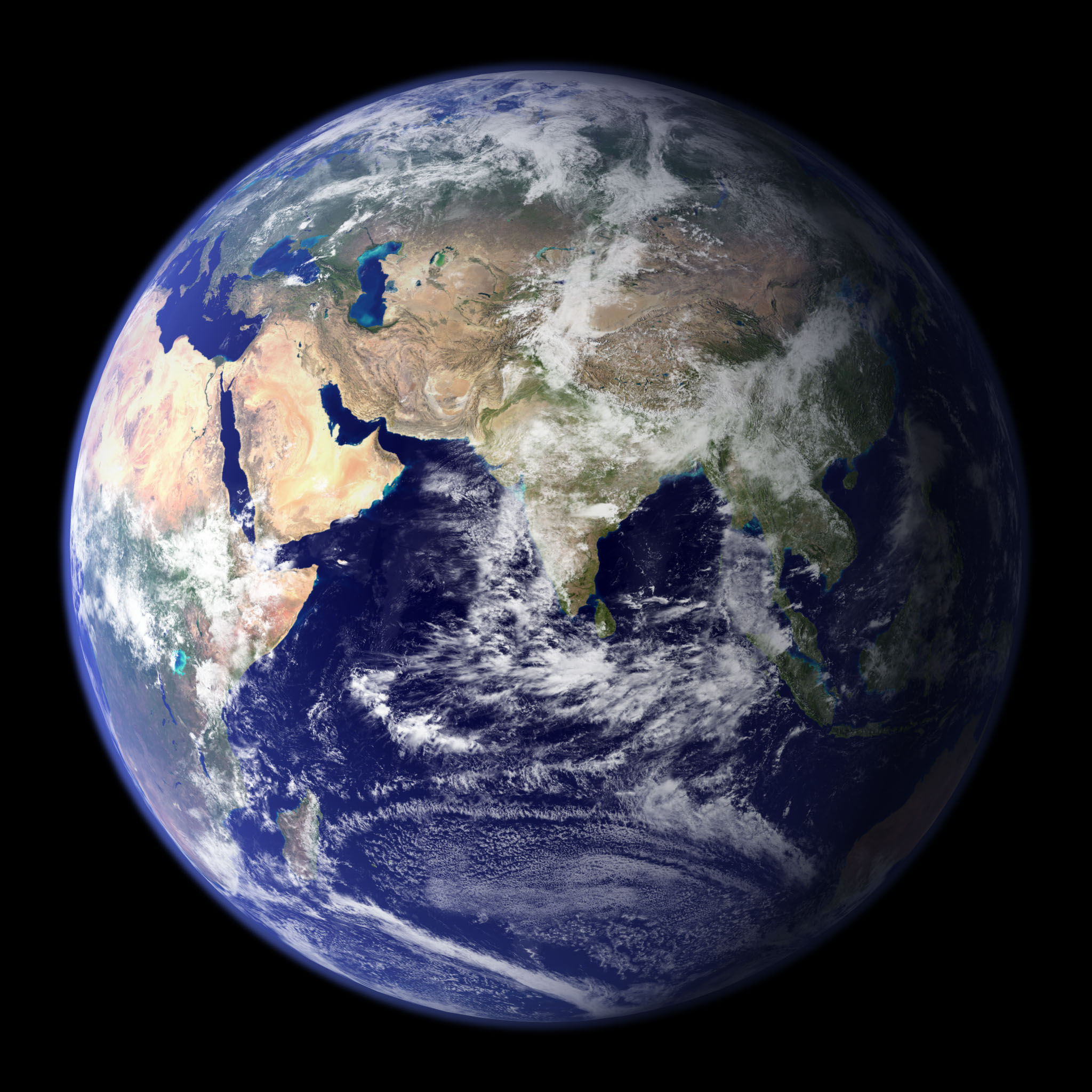
Aarde

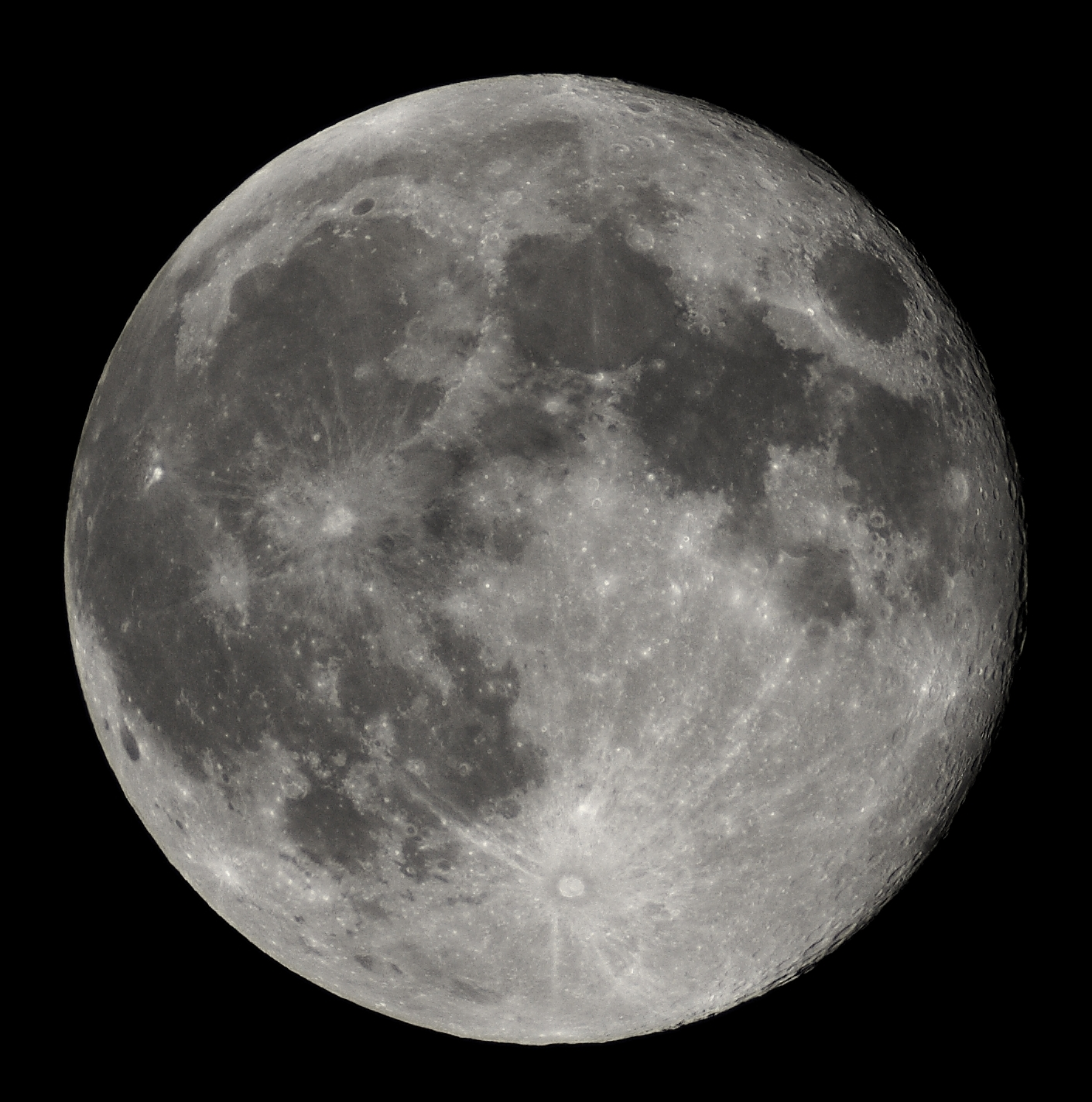
Maan

- Planetoïden in de baan van de Aarde

## Planetoïdengordel

### Ceres(2,5–3,0AE) (dwergplaneet)

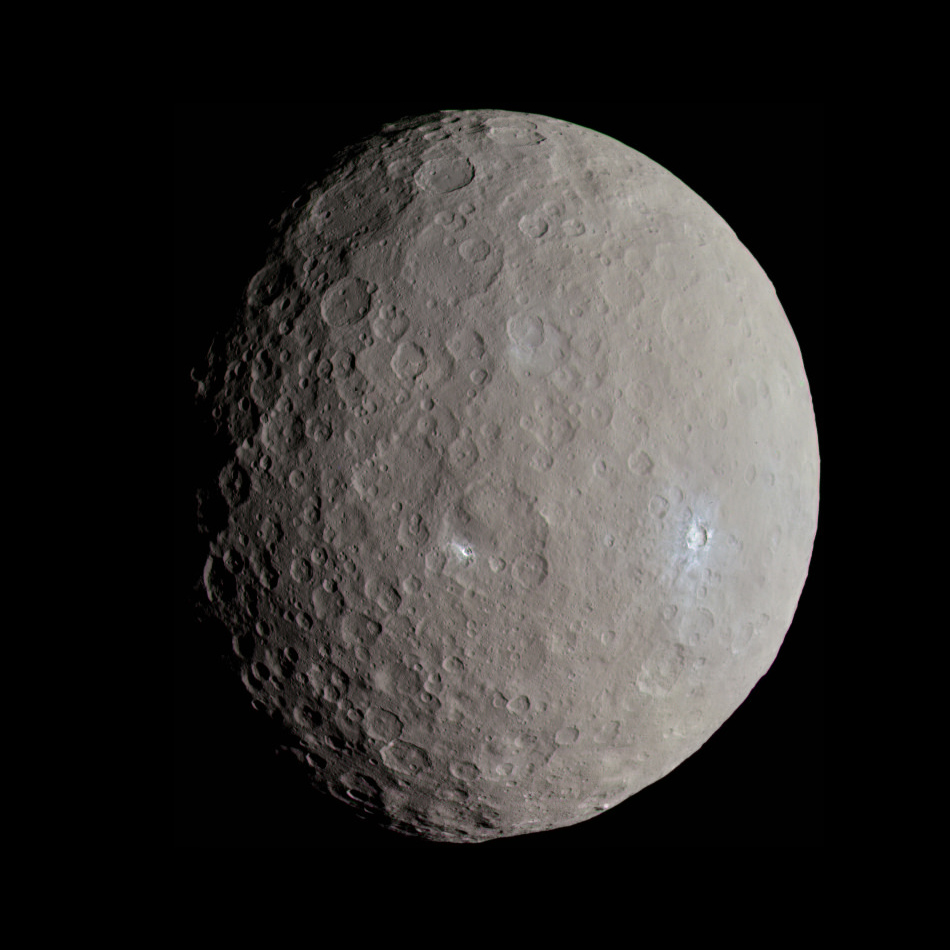
Ceres

Kandidaat-dwergplaneet in de Planetoïdengordel
- (4) Vesta (2,4-2,6 AE)
- (2) Pallas (2,1-3,4 AE)
- (10) Hygiea (2,8-3,5 AE)
- Zie voor de andere planetoïden de Planetoïde-categorie

## Buitenplaneten

### Mars(1,4–1,7AE)

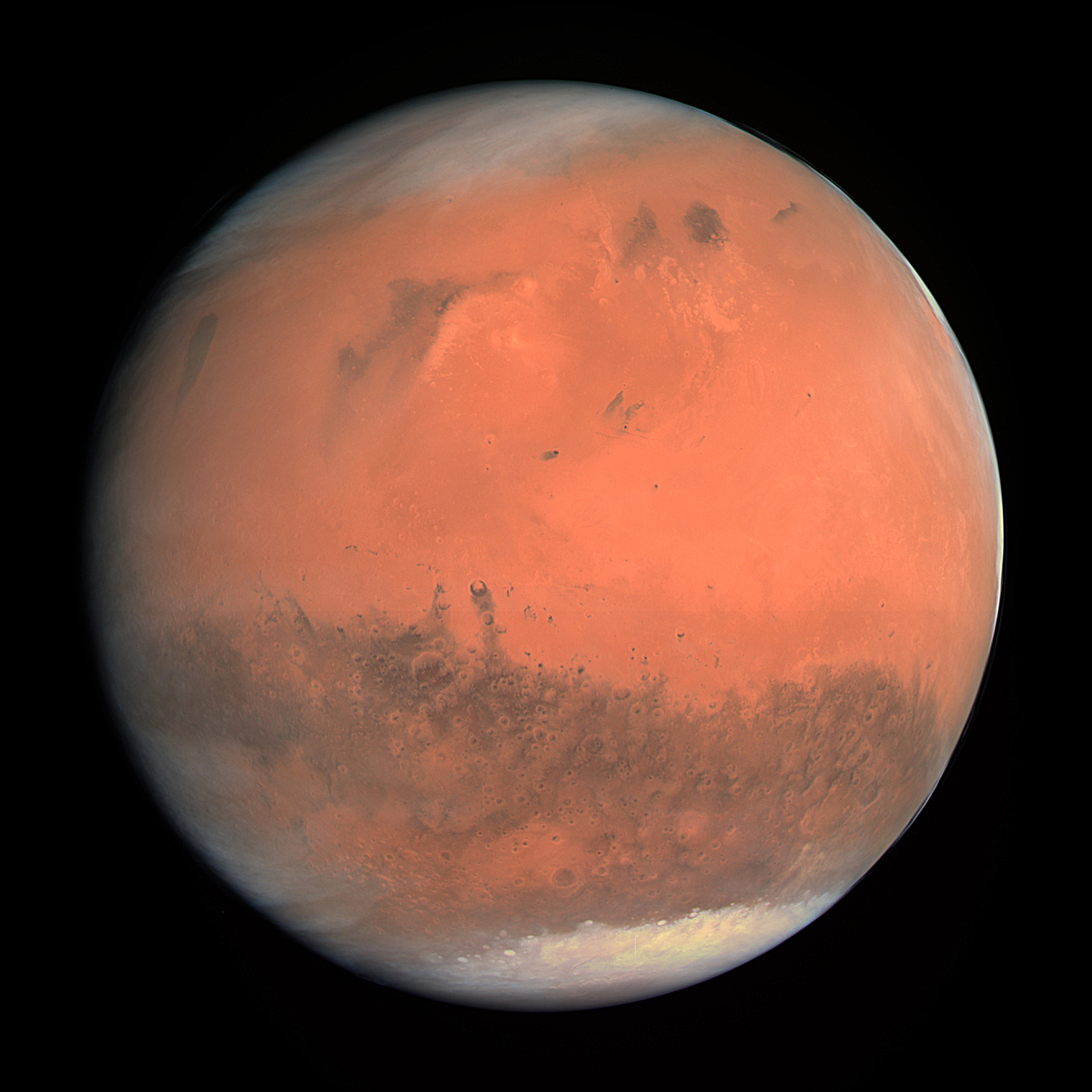
Mars

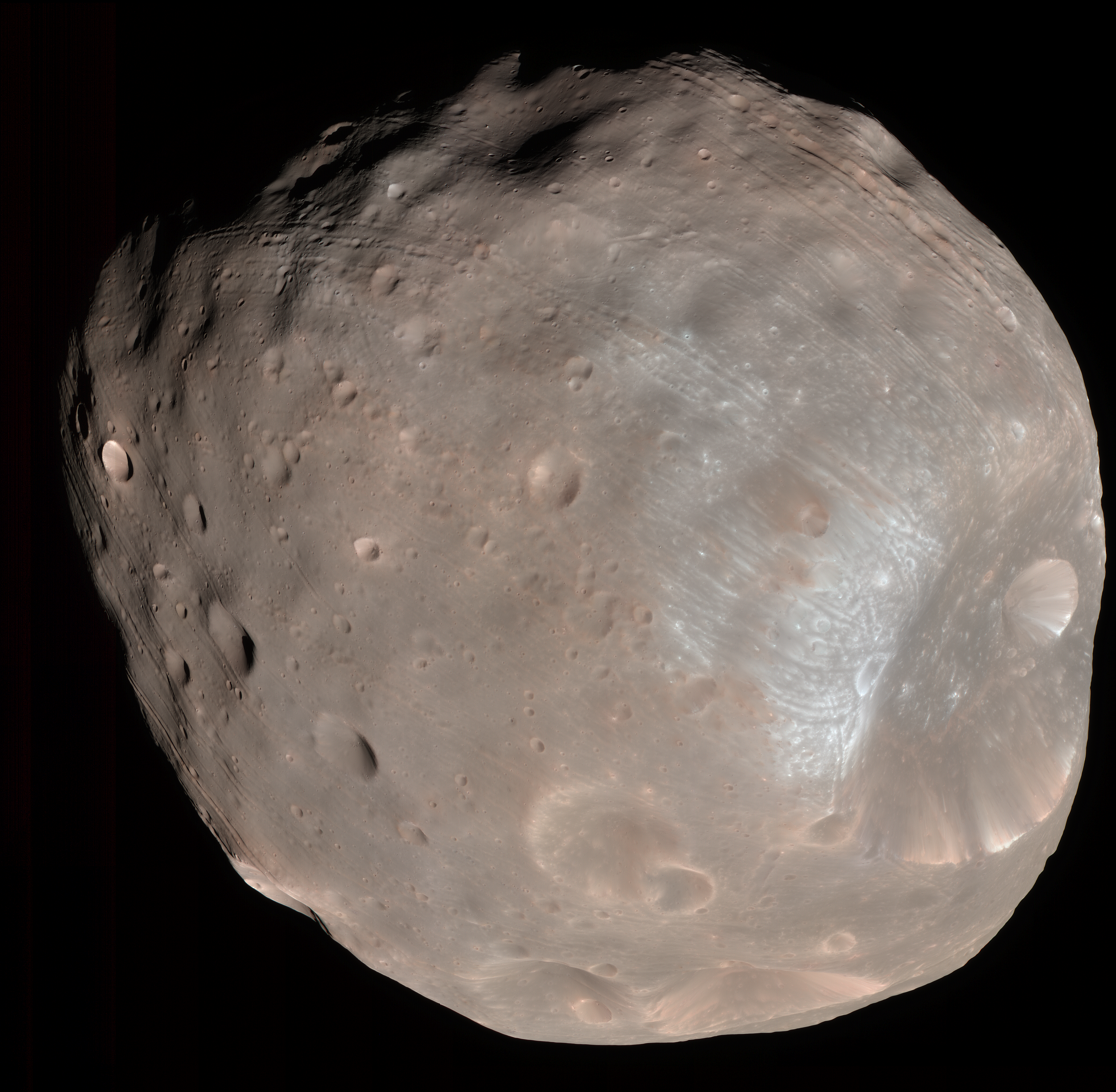
Phobos

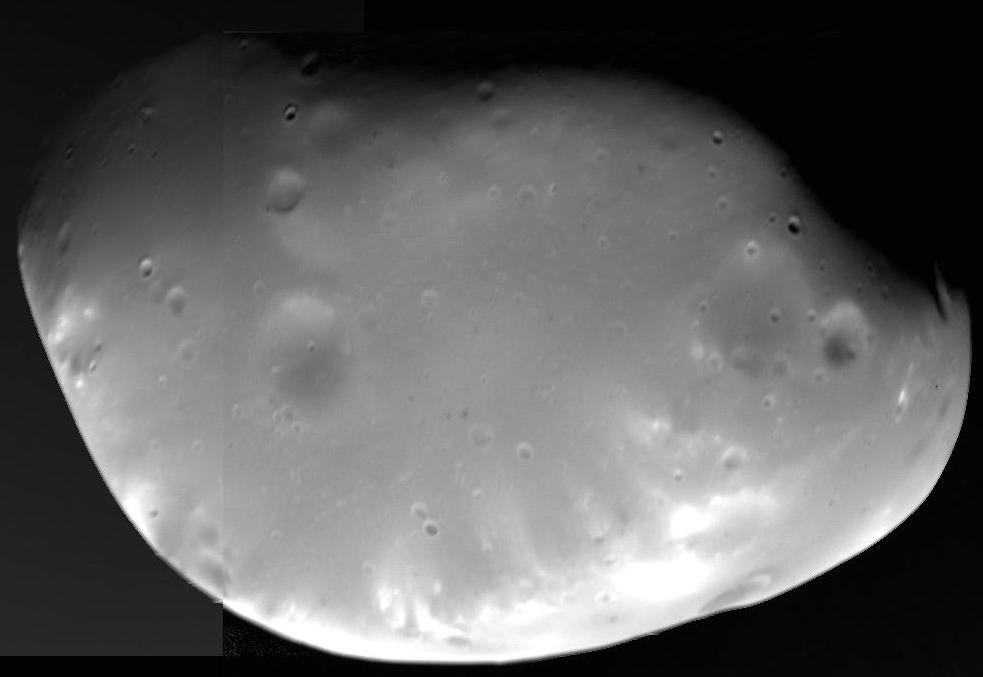
Deimos

- Phobos
- Deimos
- Planetoïden in de baan van Mars

### Jupiter(4,9–5,4AE)

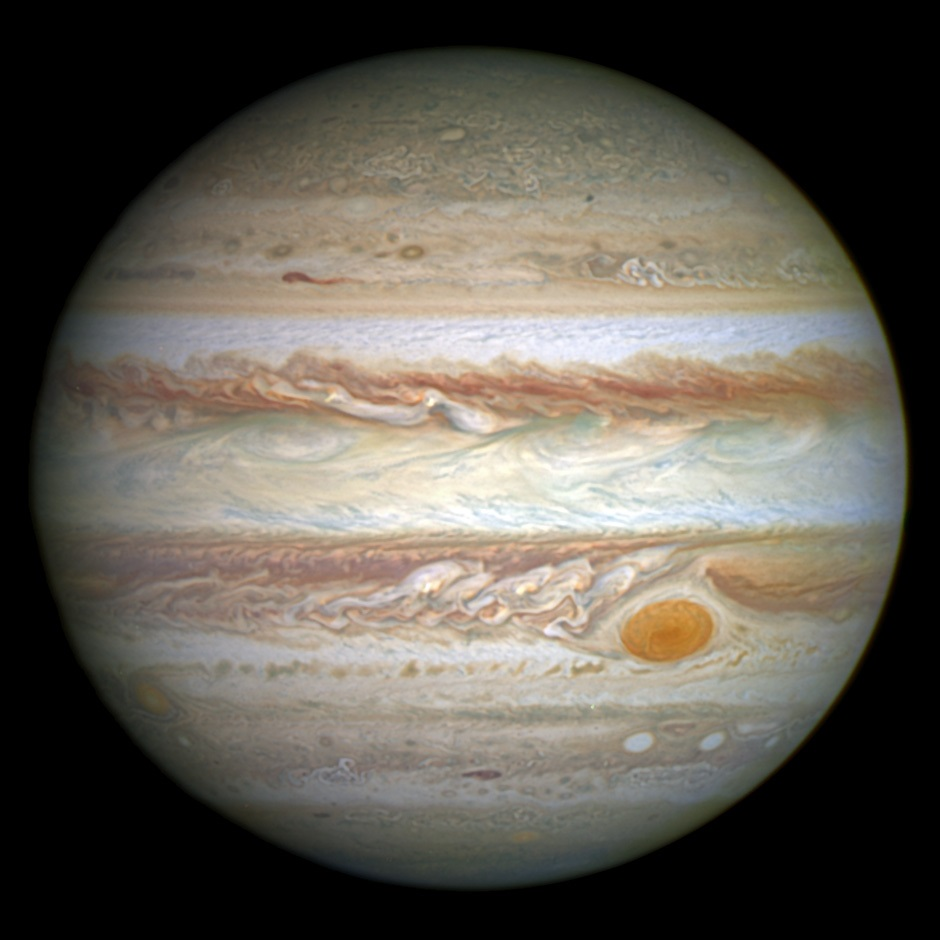
Jupiter

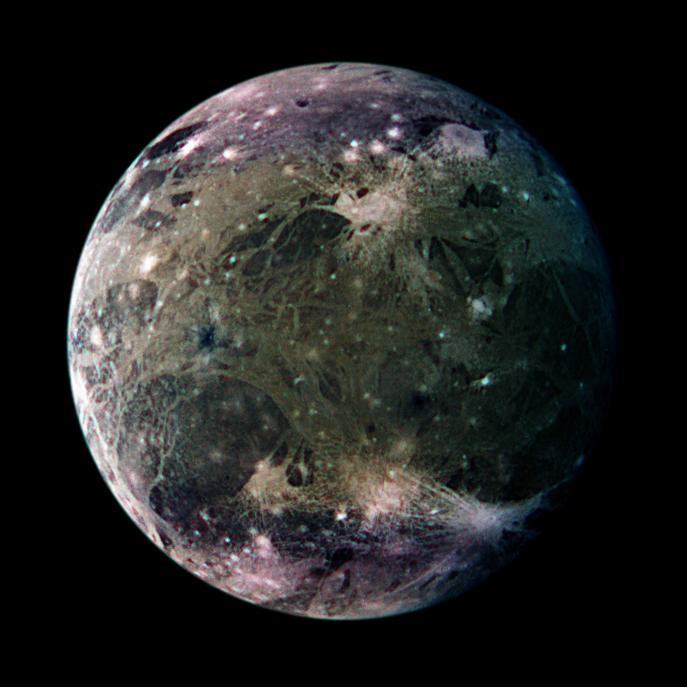
Ganymedes

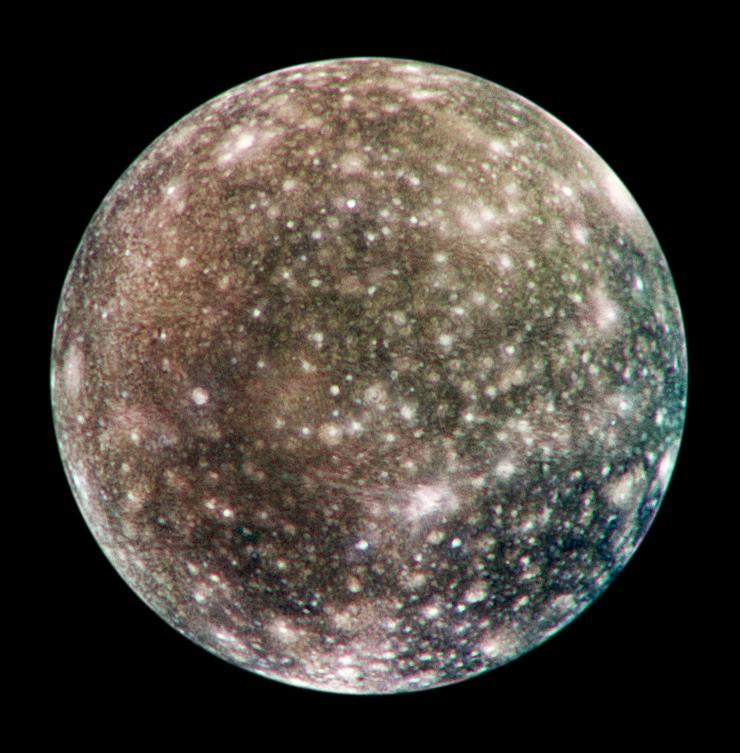
Callisto

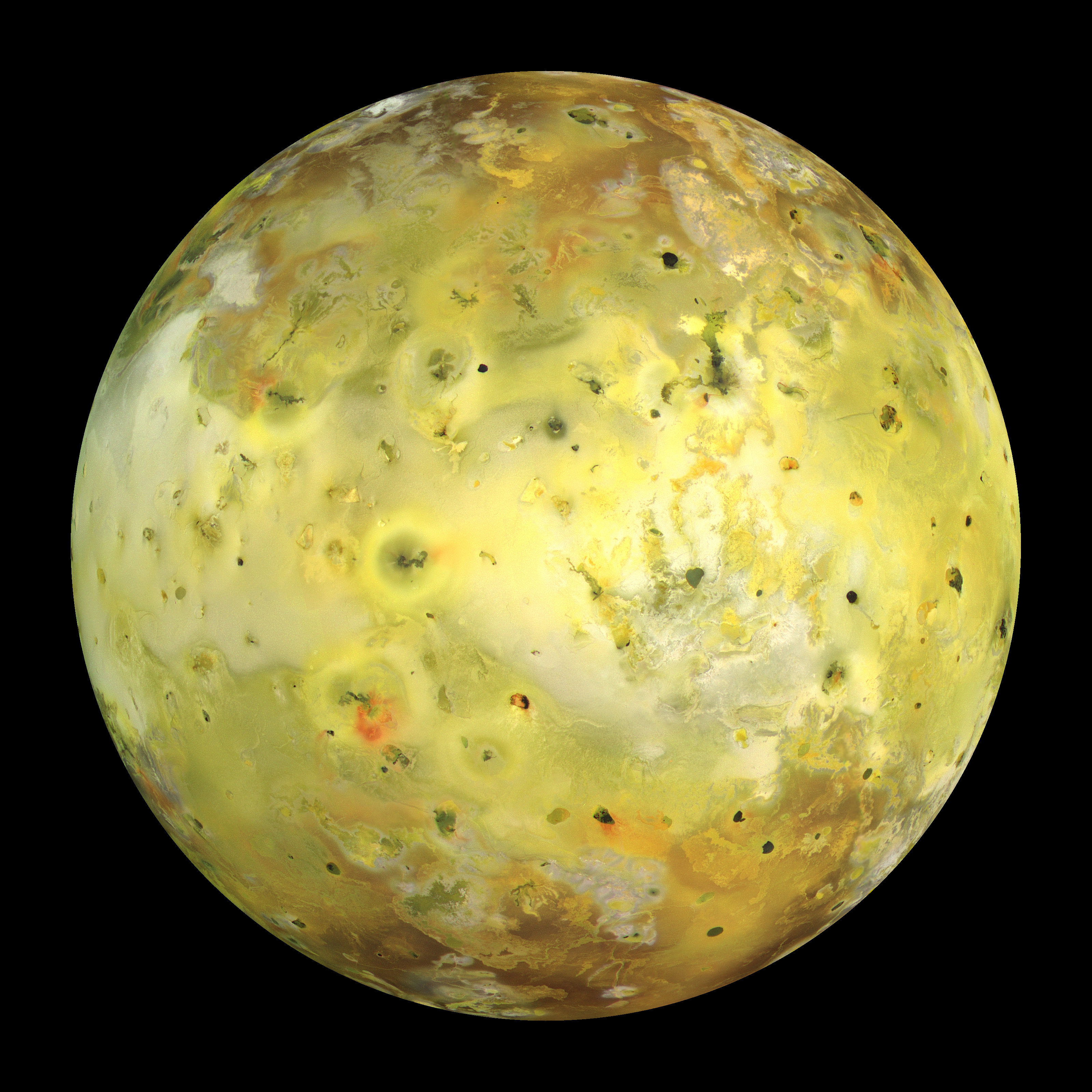
Io

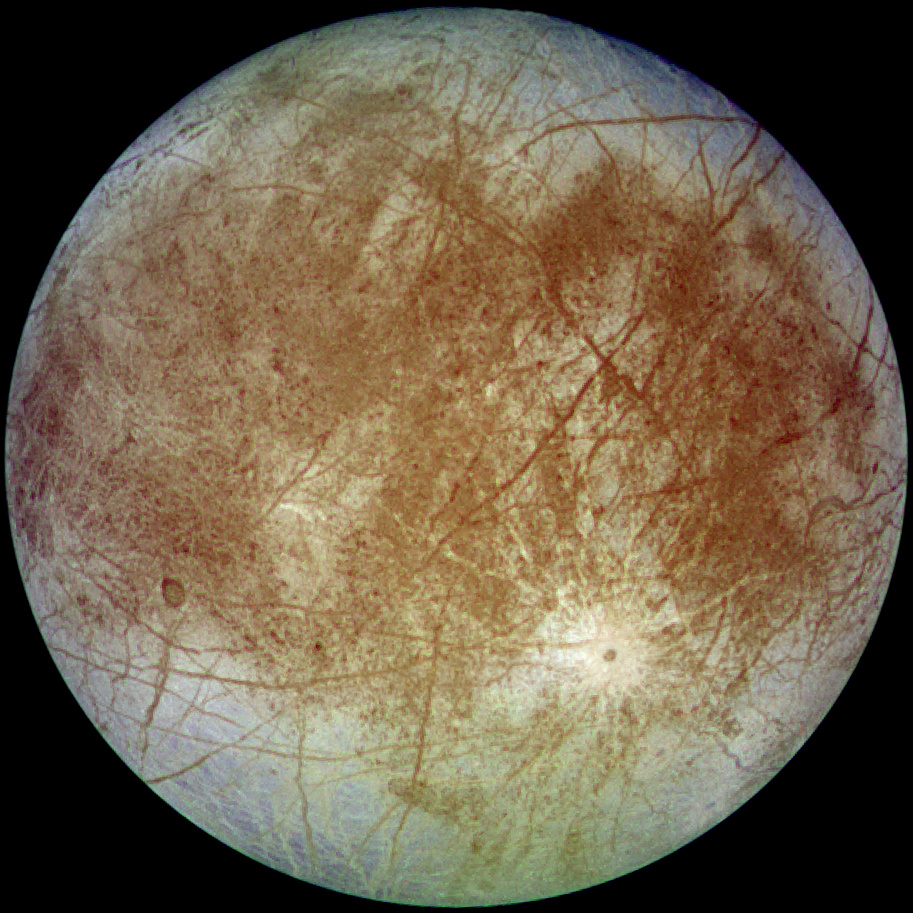
Europa

- Lijst van manen van Jupiter

- Adrastea
- Aitne
- Amalthea
- Ananke
- Aoede
- Arche
- Autonoe
- Callirrhoe
- Callisto
- Carme
- Carpo
- Chaldene
- Cyllene
- Dia
- Elara
- Erinome
- Euanthe
- Eukelade
- Euporie
- Europa
- Eurydome
- Ganymedes
- Harpalyke
- Hegemone
- Helike
- Hermippe
- Herse
- Himalia
- Io
- Iocaste
- Isonoe
- Jupiter LI
- Jupiter LII
- Kale
- Kallichore
- Kalyke
- Kore
- Leda
- Lysithea

- Megaclite
- Metis
- Mneme
- Orthosie
- Pasiphae
- Pasithee
- Praxidike
- S/2003 J10
- S/2003 J12
- S/2003 J15
- S/2003 J16
- S/2003 J18
- S/2003 J19
- S/2003 J2
- S/2003 J23
- S/2003 J3
- S/2003 J4
- S/2003 J5
- S/2003 J9
- S/2011 J1
- S/2011 J2
- S/2016 J1
- S/2016 J2 (Valetudo)
- S/2017 J1
- S/2017 J2
- S/2017 J3
- S/2017 J4
- S/2017 J5
- S/2017 J6
- S/2017 J7
- S/2017 J8
- S/2017 J9
- S/2018 J1
- Sinope
- Sponde
- Taygete
- Thebe
- Thelxinoe
- Themisto
- Thyone

### Saturnus(9,0–10,0AE)

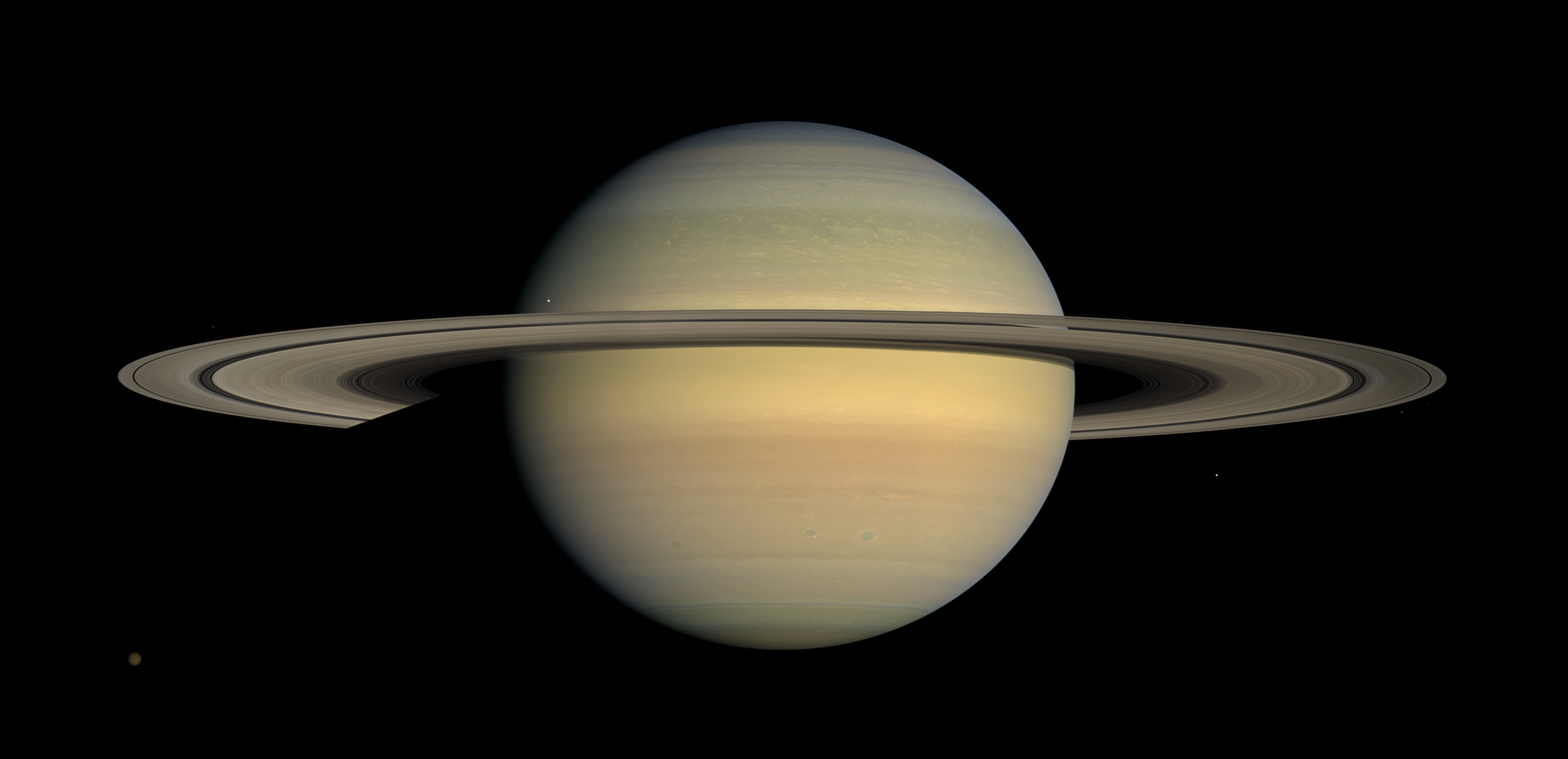
Saturnus

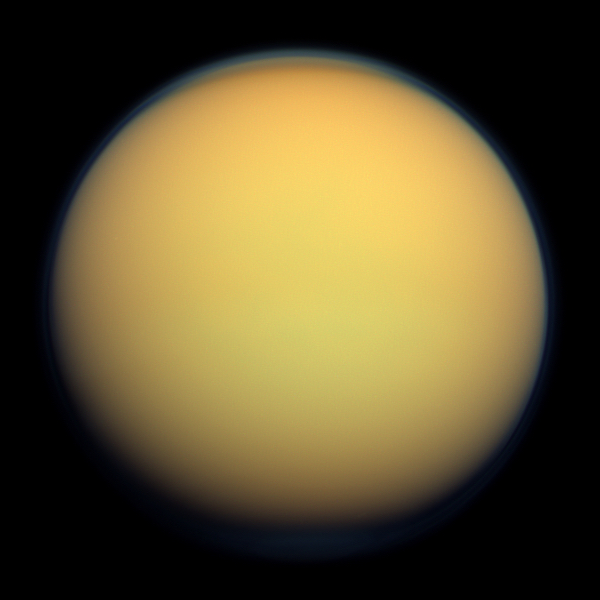
Titan

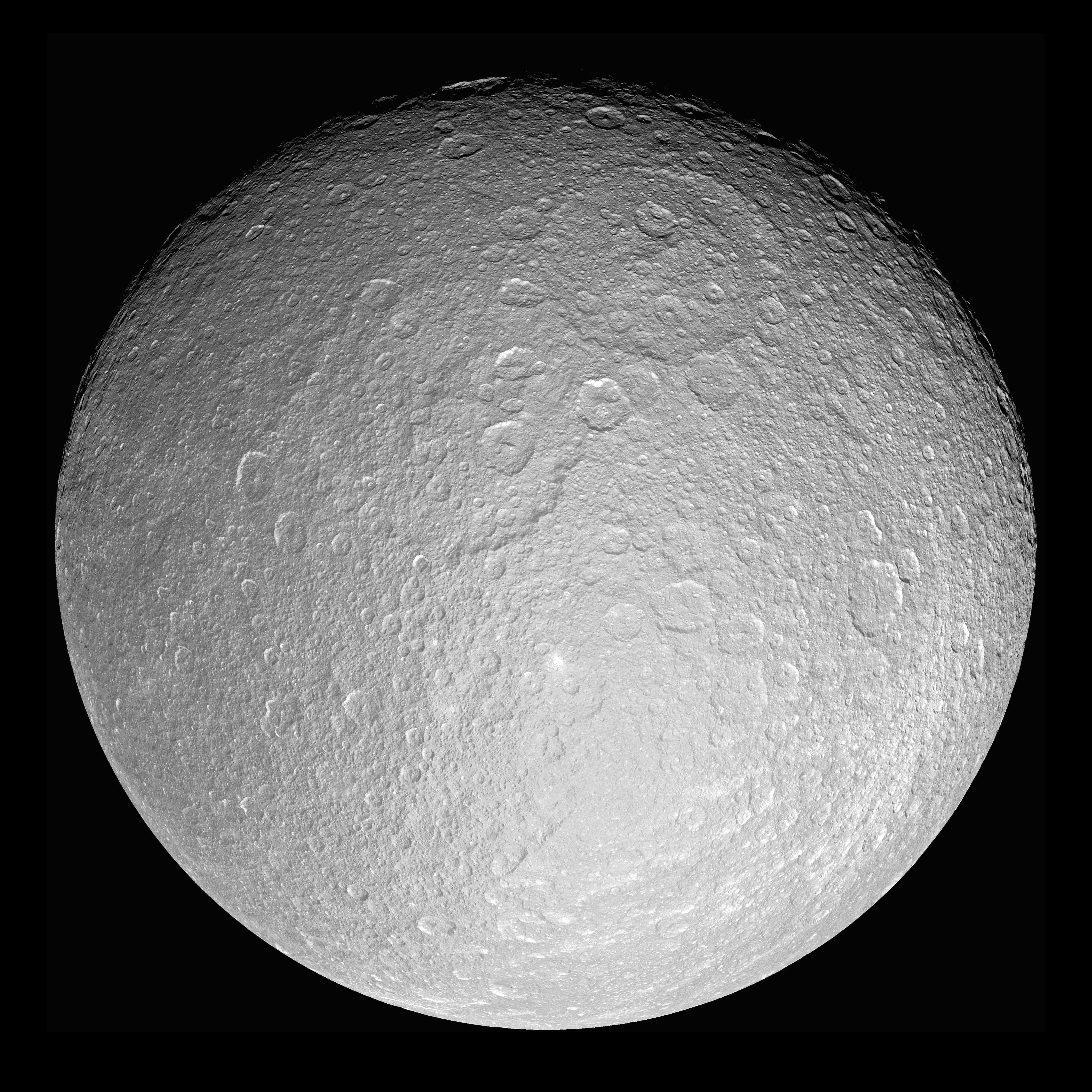
Rhea

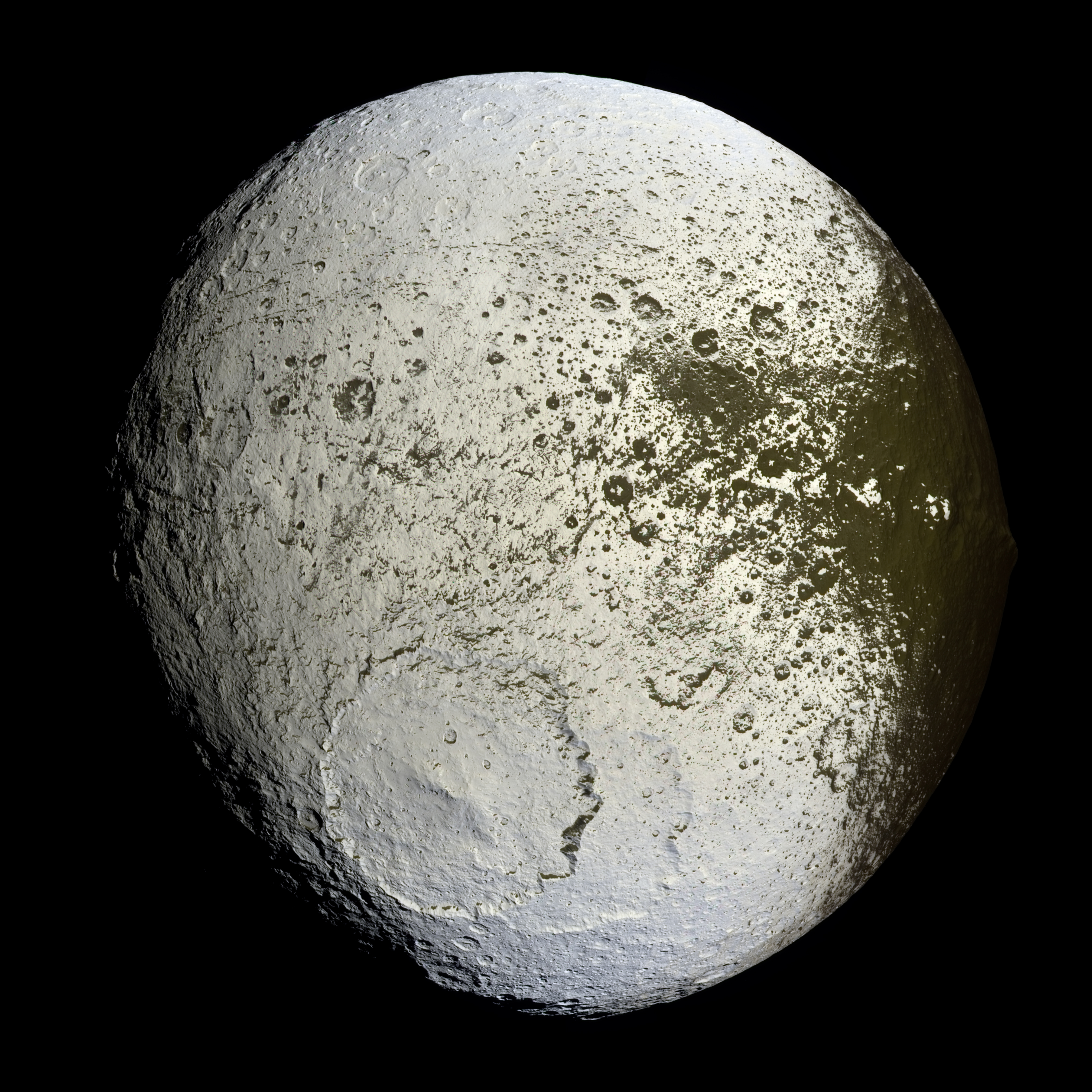
Iapetus

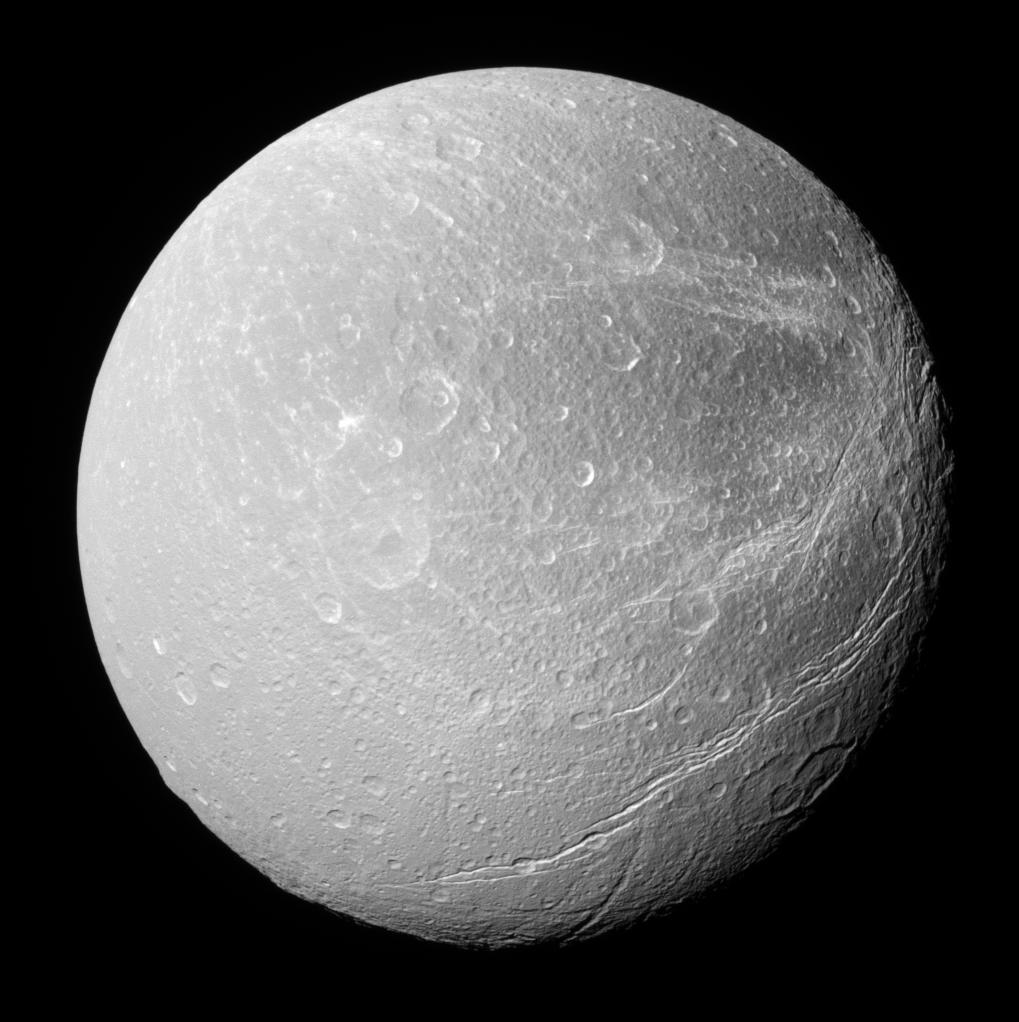
Dione

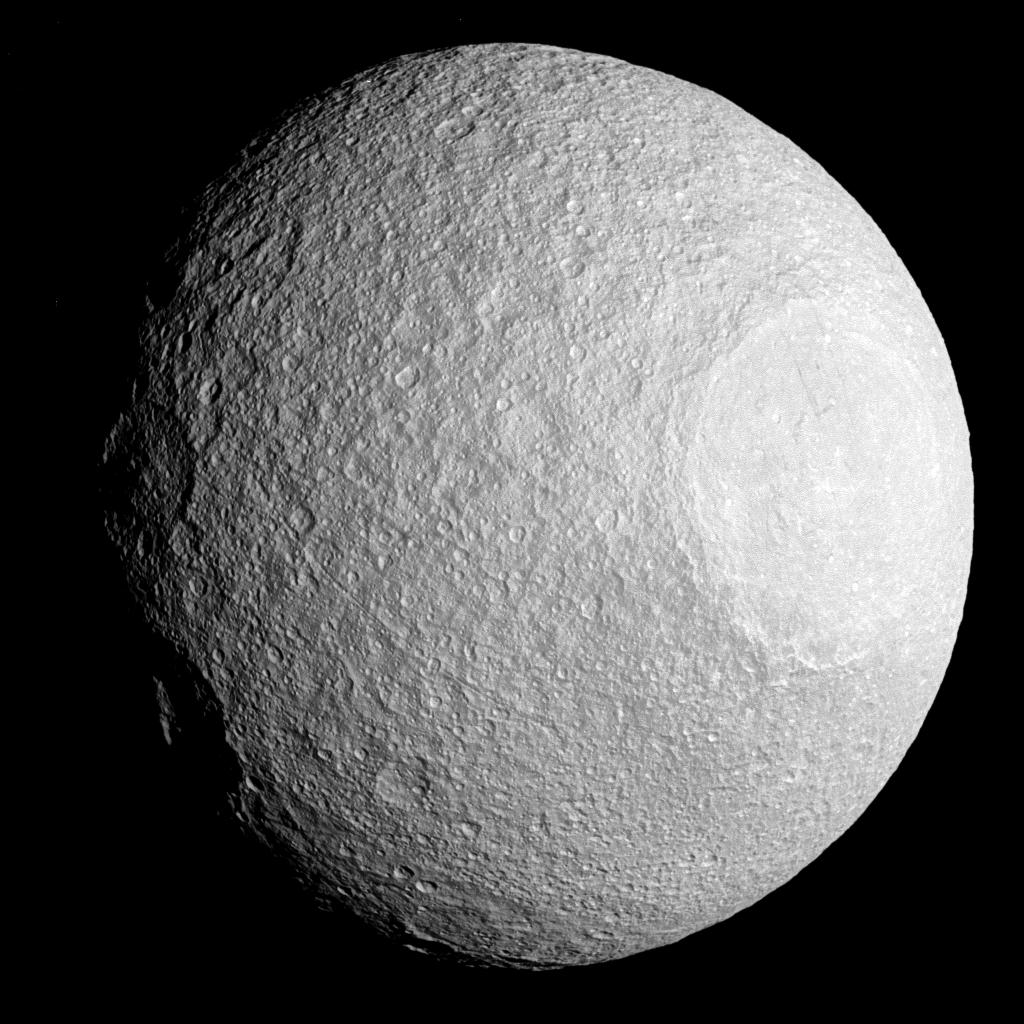
Tethys

- Lijst van manen van Saturnus

- Aegaeon
- Aegir
- Albiorix
- Anthe
- Atlas
- Bebhionn
- Bergelmir
- Bestla
- Calypso
- Daphnis
- Dione
- Enceladus
- Epimetheus
- Erriapus
- Farbauti
- Fenrir
- Fornjot
- Greip
- Hati
- Helene
- Hyperion
- Hyrrokkin
- Iapetus
- Ijiraq
- Janus
- Jarnsaxa
- Kari
- Kiviuq
- Loge

- Methone
- Mimas
- Mundilfari
- Narvi
- Paaliaq
- Pallene
- Pan
- Pandora
- Phoebe
- Polydeuces
- Prometheus
- Rhea
- Siarnaq
- Skathi
- Skoll
- Surtur
- Suttungr
- Tarqeq
- Tarvos
- Telesto
- Tethys
- Thrymr
- Titan
- Ymir
- S/2004 S3
- S/2004 S4
- S/2004 S6
- S/2004 S7
- S/2004 S12
- S/2004 S13
- S/2004 S17

### Uranus(18,3–20,1AE)

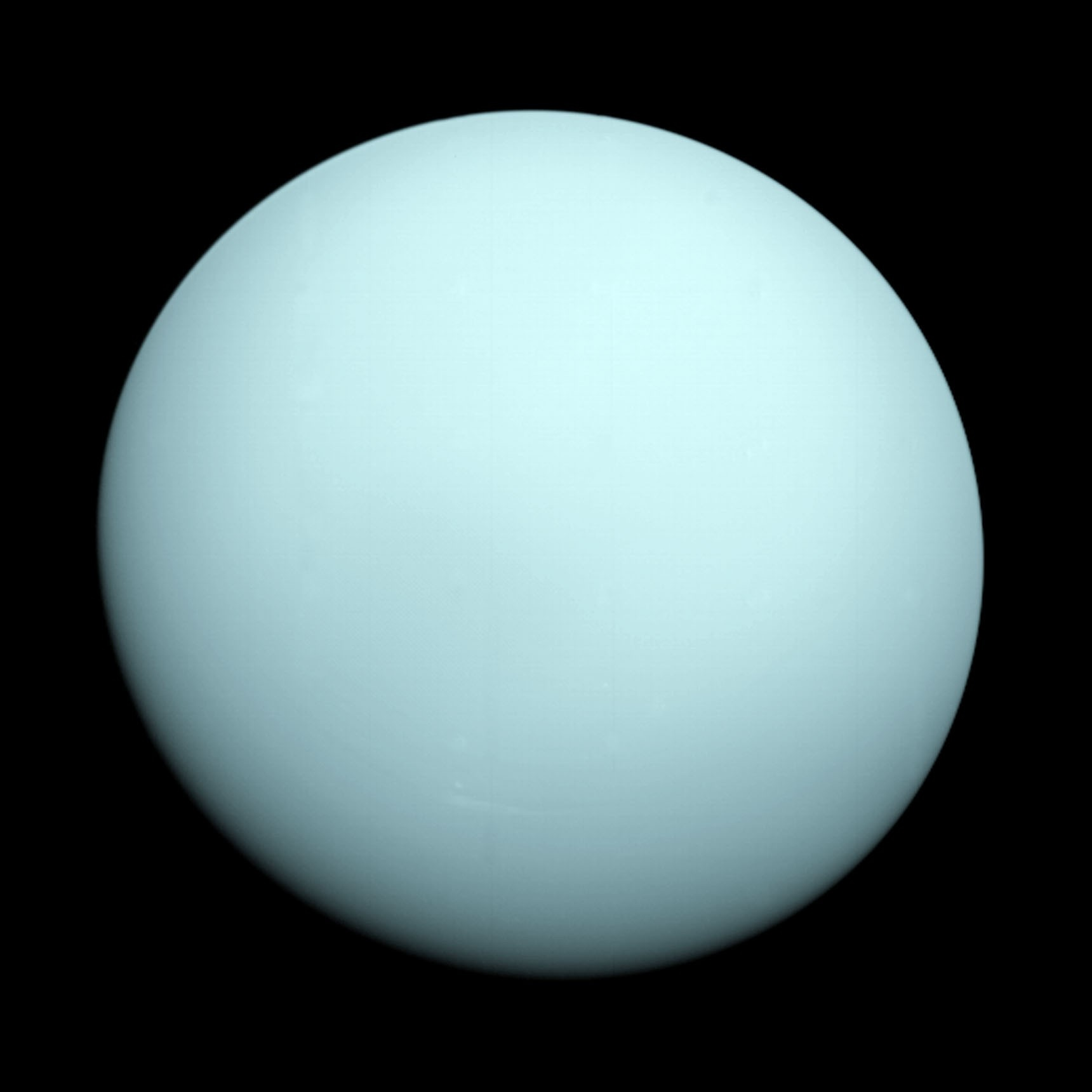
Uranus

Oberon

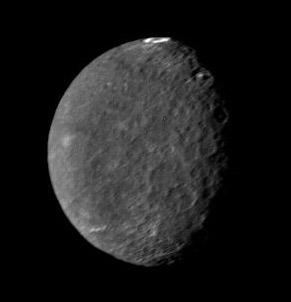
Umbriel

Ariel

- Lijst van manen van Uranus

- Ariel
- Belinda
- Bianca
- Caliban
- Cordelia
- Cressida
- Cupid
- Desdemona
- Ferdinand
- Francisco
- Juliet
- Mab
- Margaret
- Miranda

- Oberon
- Ophelia
- Perdita
- Portia
- Prospero
- Puck
- Rosalind
- Setebos
- Stephano
- Sycorax
- Titania
- Trinculo
- Umbriel

### Neptunus(29,8–30,3AE)

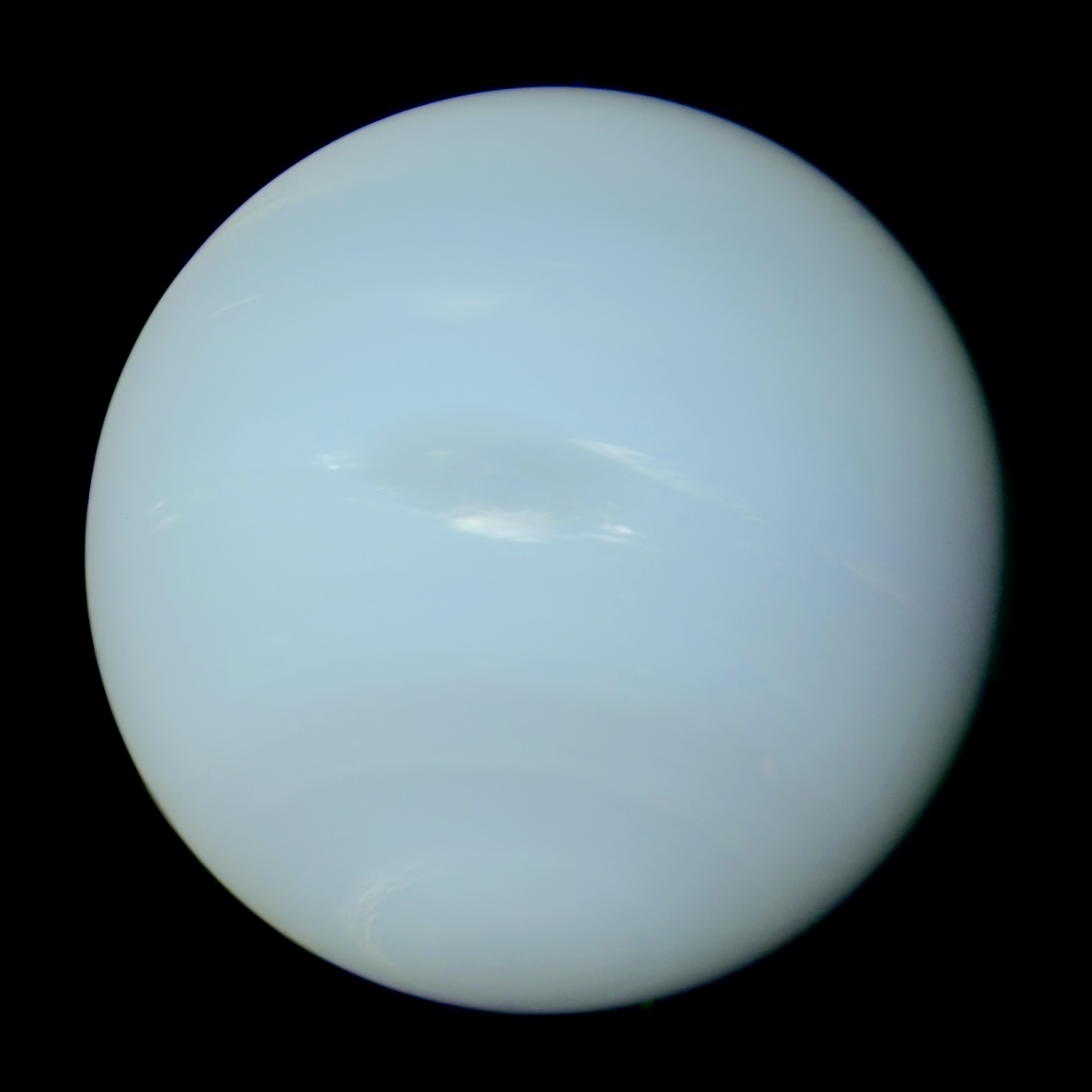
Neptunus

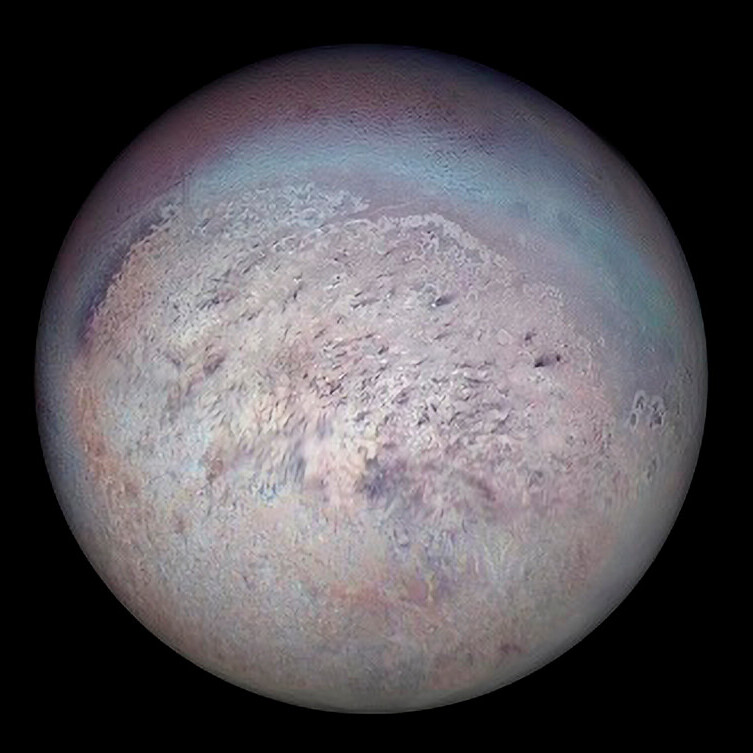
Triton

- Lijst van manen van Neptunus

- Despina
- Galatea
- Halimede
- Hippocampus
- Laomedeia
- Larissa
- Naiad

- Nereïde
- Neso
- Proteus
- Psamathe
- Sao
- Thalassa
- Triton

## Kuipergordel
Kandidaat-dwergplaneet in de Kuipergordel
- Orcus (30,9-48,1 AE)

### Pluto(29,7–49,3AE) (dwergplaneet)

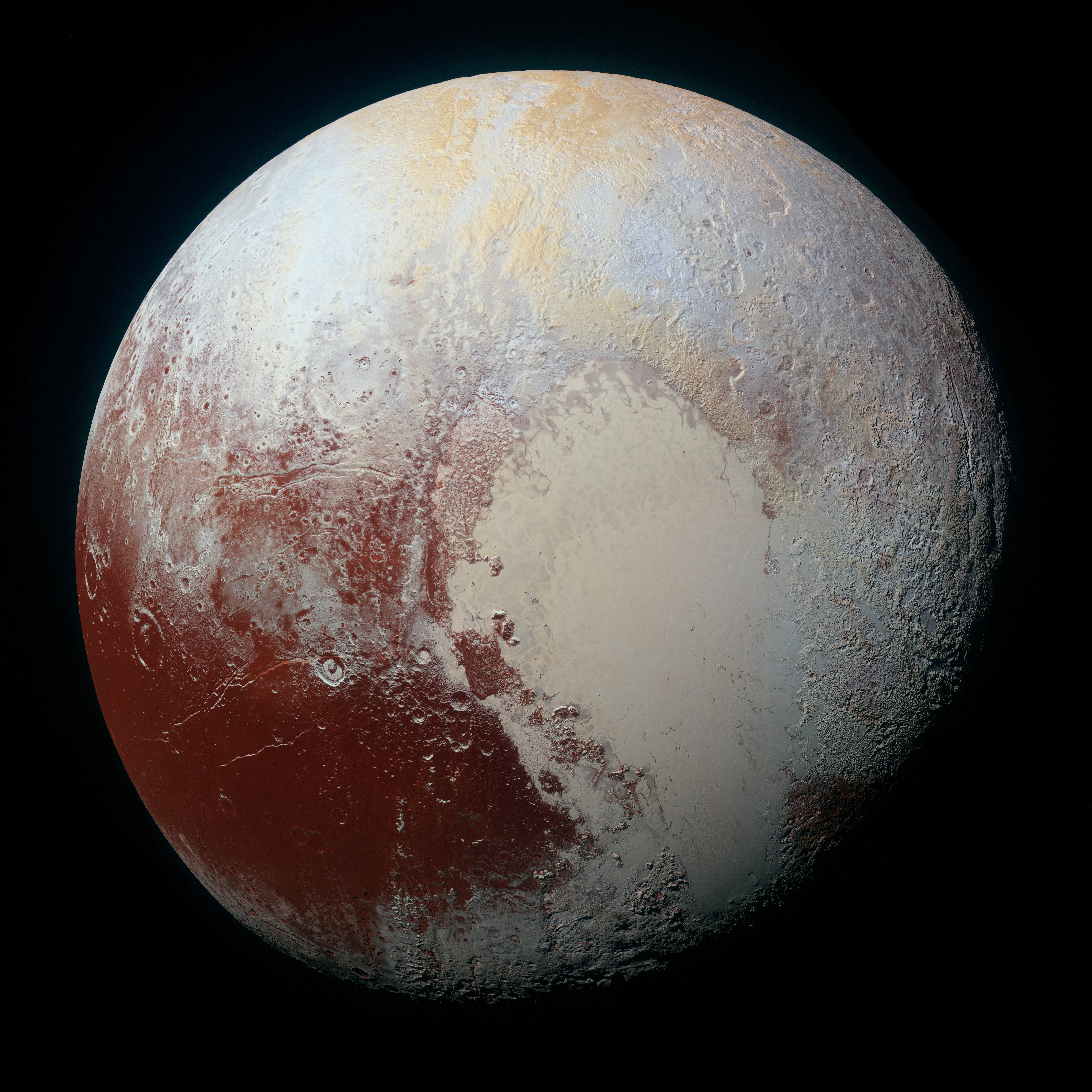
Pluto

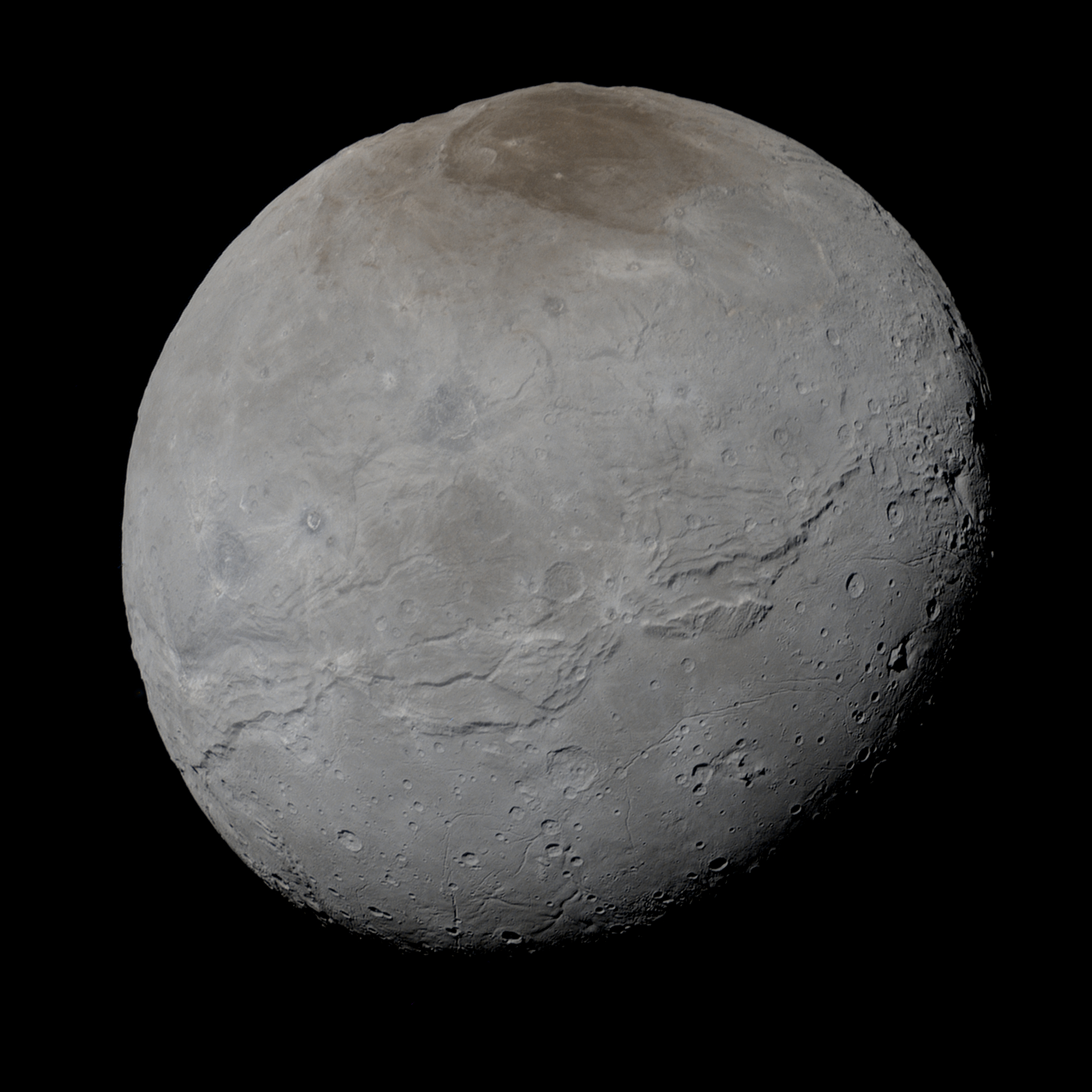
Charon

Maan (volgens andere definitie dubbelplaneet) van Pluto:
- Charon (29,7–49,3 AE)

Manen van Pluto en Charon:
- Nix
- Hydra
- Kerberos
- Styx

Kandidaat-dwergplaneet in de Kuipergordel
- Ixion (30,0–49,1 AE)
- Huya (28,5-50,9 AE)
- Varuna (40,9–45,3 AE)
- 2002 TX300 (37,8-48,3 AE)

### Haumea(35,1–51,5AE) (dwergplaneet)
Manen van Haumea:
- Hiʻiaka
- Namaka

Kandidaat-dwergplaneet in de Kuipergordel
- Quaoar (41,9–44,9 AE)

### Makemake(38,5–53,1AE) (dwergplaneet)
Kandidaat-dwergplaneet in de Kuipergordel
- Aya (41,3–53,7 AE)
- 2002 TC302 (39,0–71,0 AE)
- Zie verder: Plutonen; Plutino's.

## Scattered disk

### Eris(37,8–97,6AE) (dwergplaneet)
Maan:
- Dysnomia

Kandidaat-dwergplaneet in de Scattered disk
- 1996 TL66 (35,0–130,4 AE)
- Zie verder: Scattered disk; kometen

## Oortwolk
Kandidaat-dwergplaneet in de Oortwolk
- Sedna (76-975 AE)
- Zie verder: Lang-periodieke kometen

## Overige objecten in het zonnestelsel
Er zijn te veel kometen, meteoroïden en planetoïden om ze allemaal te kunnen opsommen.

#### Kometen
- 103P/Hartley (Hartley 2)
- 109P/Swift-Tuttle
- 19P/Borrelly
- 1P/Halley
- 21P/Giacobini-Zinner
- 2P/Encke
- 55P/Tempel-Tuttle
- 67P/Churyumov-Gerasimenko
- 81P/Wild (Wild 2)
- 9P/Tempel 1
- C/1861 G1 (Thatcher)
- C/1995 O1 (Hale-Bopp)
- C/2013 A1 Siding Spring
- ISON
- Oumuamua
- P/Shoemaker-Levy 9

#### Planetoïden
- 101955 Bennu
- 10199 Chariklo
- 16 Psyche
- 2017 YE5 (dubbelplanetoïde)
- 243 Ida
- 25143 Itokawa
- 253 Mathilde
- 433 Eros
- 4 Vesta

#### Meteoroïden
De meeste meteoroïden worden pas opgemerkt als ze - als vallende ster - in de atmosfeer komen. Sommige, waarschijnlijk restanten van kometen, komen eens per jaar als zwerm in de atmosfeer.
- Januari: Quadrantiden
- April: Lyriden
- Mei: Eta Aquariden
- Juli: Delta Aquariden
- Augustus: Perseiden
- Oktober: Orioniden
- November: Leoniden
- December: Geminiden